# جون إف. غافني
جون إف. غافني هو سياسي أمريكي، ولد في 23 مارس 1934 في أتلانتيك سيتي في الولايات المتحدة، وتوفي في 27 أغسطس 1995 في Egg Harbor Township, New Jersey ‏ في الولايات المتحدة. نشط حزبياً في الحزب الجمهوري. وقد انتخب عضو جمعية نيوجيرسي العامة ‏.